# Joseph B. Soloveitchik
Joseph Ber Soloveitchik (em hebraico:  יוסף דב הלוי סולובייצ׳יק Yosef Dov ha-Levi Soloveychik; 27 de fevereiro de 1903 - 8 de abril de 1993) foi um importante rabino ortodoxo norte-americano, talmudista e filósofo judeu moderno. Ele era um descendente da dinastia rabínica judaica lituana Soloveitchik.
Como uma yeshiva rosh do Seminário Teológico do Rabino Isaac Elchanan na Universidade Yeshiva em Nova York, ordenou cerca de 2 000 rabinos ao longo de quase meio século.

## Trabalhos

### Obras de Joseph Soloveitchik
- Halakhic Morality: Essays on Ethics and Mesorah Editado por Joel B. Wolowelsky e Reuven Ziegler. Maggid Books, 2016.
- Confrontation and Other Essays Editado por Reuven Ziegler, Maggid Books, 2016.
- Três cartas de Soloveitchik sobre assentos na sinagoga estão contidas com The Sanctity of the Synagogue, Ed. Baruch Litvin. The Spero Foundation, NY, 1959. Uma terceira edição expandida deste livro é editado por Jeanne Litvin. KTAV Publishing House, Hoboken, NJ, 1987.
- Confrontation, Tradition 6:2 p5-9, 1964. Reimpresso em "A Treasury of Tradition", Hebrew Publishing Co, NY, 1967.
- The Lonely Man of Faith, Tradition, vol. 7#2, p56, 1965. Este ensaio foi publicado como livro pela Doubleday em 1992, reimpresso por Jason Aronson in 1997, e reimpresso em uma edição revisada por Koren Publishers Jerusalem in 2011.
- Sacred and Profane, Kodesh and Chol in World Perspective, Gesher, Vol. 3#1, p5-29, 1966. Este artigo foi reimpresso com notas expandidas em Jewish Thought, Volume 3 #1, p55-82, 1993
- The Community, p7-24;Majesty and Humility, p25-37; Catharsis, p. 38-54; Redemption, Prayer and Talmud Torah, p55-73; A Tribute to the Rebbetzin of Talne, p. 73-83 são todos impressos na Tradition 17:2, Spring, 1978.
- Várias das responsa de Soloveitchik para a comissão RCA Halakha estão contidas em Challenge and mission: the emergence of the English speaking Orthodox rabbinate, L. Bernstein, Shengold, NY, 1982.
- Halakhic Man Traduzido por L. Kaplan, Jewish Publication Society of America, Philadelphia PA,1983
- The Halakhic Mind Seth Press, New York NY, 1986
- Fate and Destiny: From Holocaust to the State of Israel KTAV Publishing House, Hoboken NJ 1992 e 2000.
- The Voice of My Beloved Knocketh traduzido por Lawrence Kaplan - Theological and Halakhic Responses on the Holocaust, Eds. Bernhard H. Rosenberg e Fred Heuman. KTAV Publishing House/RCA, Hoboken, NJ, 1993
- Family Redeemed: Essays on Family Relationships, Editado por David Shatz e Joel B. Wolowelsky. KTAV Publishing House, Hoboken, NJ, 2004.
- Out of the Whirlwind: Essays on Mourning, Suffering and the Human Condition, Editado por David Shatz, Joel B. Wolowelsky e Reuven Ziegler. KTAV Publishing House, Hoboken, NJ, 2004.
- Worship of the Heart: Essays on Jewish Prayer, Editado por Shalom Carmy, KTAV Publishing House, Hoboken, NJ, 2004.
- Emergence of Ethical Man, Editado por Michael Berger, KTAV Publishing House, Hoboken, NJ, 2005.
- Community, Covenant and Commitment - Selected Letters and Communications, Editado por Nathaniel Helfgot, KTAV Publishing House, Hoboken, NJ 2005.
- Festival of Freedom: Essays on Pesah and the Haggadah, Editado por Joel B. Wolowelsky e Reuven Ziegler. KTAV Publishing House, Hoboken, NJ 2006.
- Kol Dodi Dofek, Traduzido por David Z. Gordon. Editado por Jeffrey Woolf, New York: Yeshiva University e Hoboken, NJ: KTAV Publishing House 2006.
- The Lord is Righteous in All His Ways: Reflections on the Tish'ah Be'Av Kinot, Editado por Jacob J. Schachter, KTAV Publishing House, Hoboken, NJ 2006.
- Days of Deliverance: Essays on Purim and Hanukkah, Editado por Eli D. Clark, Joel B. Wolowelsky, e Reuven Ziegler. KTAV Publishing House, Hoboken, NJ 2006.
- Abraham's Journey: Reflections on the Life of the Founding Patriarch, Editado por David Shatz, Joel B. Wolowelsky e Reuven Ziegler. KTAV Publishing House, Hoboken, NJ 2007.
- Vision and Leadership: Reflections on Joseph and Moses, Editado por David Shatz, Joel B. Wolowelsky e Reuven Ziegler. KTAV Publishing House, Hoboken, NJ 2012.
- And From There You Shall Seek (U-Vikkashtem mi-Sham), Traduzido por Naomi Goldblum. KTAV Publishing HouseKTAV Publishing House, Hoboken, NJ 2008.
- on Repentance (Hebrew "Al haTeshuva", Jerusalem 1979); os pontos principais dos ensinamentos do rabino Soloveitchik sobre teshuvá (arrependimento), com base em sua série anual de palestras sobre este tema, redigidas pelo Prof. Pinchas Peli.

### Adaptações
- Shiurei Harav—A Conspectus of the Public Lectures of Rabbi Joseph B. Soloveitchik, Ed. Joseph Epstein. Hamevaser, Yeshiva University, 1974.
- The Rav Thinking Aloud- Transcripts of Personal Conversations with Rabbi Joseph B. Soloveitchik, Ed. David Holzer. Holzerseforim.com, Israel, 2009
- The Rav Thinking Aloud on the Parsha Sefer Bereishis- Transcripts of shiurim from Rabbi Joseph B. Soloveitchik, Ed. David Holzer. Holzer Seforim.com, Israel, 2010
- The Rav Thinking Aloud on the Parsha Sefer Shemos- Transcripts of shiurim from Rabbi Joseph B. Soloveitchik, Ed. David Holzer. Holzer Seforim.com, Israel, 2011
- The Rav Thinking Aloud on the Parsha Sefer Bamidbar- Transcripts of shiurim from Rabbi Joseph B. Soloveitchik, Ed. David Holzer. Holzer Seforim.com, Israel, 2013
- The Koren Mesorat HaRav Kinot, Koren Publishers Jerusalem & the Orthodox Union, 2010.
- The Koren Mesorat HaRav Siddur, Koren Publishers Jerusalem & the Orthodox Union, 2011.

### Legado de seuhashkafa(visão de mundo)
- Rabbi Norman Lamm, A Eulogy for the Rav, Tradition 28.1 1993
- Rabbi Walter S. Wurzburger, Rav Joseph B. Soloveitchik as Posek of Post-Modern Orthodoxy, Tradition Volume 29, 1994
- Joseph Soloveitchik, article in the Encyclopaedia Judaica, Keter Publishing
- Seth Farber, Reproach, Recognition and Respect: Rabbi Joseph B. Soloveitchik and Orthodoxy's Mid-Century Attitude Toward Non-Orthodox Denominations American Jewish History, Vol. 89,#2 193–214, 2001.
- Zvi Kolitz Confrontation: The Existential Thought of Rabbi J.B. Soloveitchik KTAV Publishing House, Hoboken, NJ, 1992
- Simcha Krauss, The Rav on Zionism, Universalism and Feminism Tradition 34:2, 24–39, 2000
- Alan Todd Levenson, "Joseph B. Soloveitchik's 'The Halakhic Mind'; a liberal critique and appreciation", CCAR Journal 41,1 55–63, 1994
- Aharon Ziegler, Halakhic Positions of Rabbi Joseph B. Soloveitchik Jason Aronson Inc., 1998.
- Aharon Ziegler Halakhic Positions of Rabbi Joseph B. Soloveitchik, Vol II Jason Aronson Inc., 2001
- Aviezer Ravitsky, Rabbi J.B. Soloveitchik on Human Knowledge: Between Maimonidean and Neo-Kantian Philosophy, Modern Judaism 6:2 157–188, 1986.
- David Hartman, Love and Terror in the God Encounter: The Theological Legacy of Rabbi Joseph B. Soloveitchik Jewish Lights Publishing, 2001
- Ephraim Chamiel, Between religion and Reason - The Dialectical Position in Contemporary Jewish Thought, Academic Studies Press, Boston 2020, part I, pp. 16–55.
- Jeffrey R. Woolf, 'In Search of the Rav', BaDaD, 18 (2007) 5-28.
- Jeffrey R. Woolf, "Time Awareness as a Source of Spirituality in the Thought of Rabbi Joseph B. Soloveitchik", Modern Judaism, 32,1 (2012), 54–75.

### Cooperação com judeus não-ortodoxos
- Rabbi Norman Lamm, Seventy Faces, Moment Vol. II, No. 6-06-1986-Sivan 5746
- Rabbi Mayer E. Rabinowitz Comments to the Agunot Conference in Jerusalem, 07-1998, Learn@JTS website.
- Rabbi Louis Bernstein The Emergence of the English Speaking Orthodox Rabbinate, 1977, Yeshiva University
- Rabbi Emmanuel Rackman, letter in The Jewish Week May 8, 1997, pag. 28.
- Joseph Soloveitchik Orthodox, Conservative and Reform Jews in the United States: Second article in a series on Responsa of Orthodox Judaism in the United States, 1954
- Jack Wertheimer, Ed., Tradition Renewed: A History of the Jewish Theological Seminary of America, Vol. II, p. 450, 474, JTS, NY, 1997
- Proceedings of the Committee on Jewish Law and Standards of the Conservative Movement 1927-1970, Vol. II, Ed. David Golinkin, The Rabbinical Assembly, 1997